# Полонез (РСЗО)
В-200 «Полоне́з» — белорусская 301-мм реактивная система залпового огня (РСЗО).
Система «Полонез» предназначена для высокоточного поражения открыто расположенной и укрытой живой силы, небронированных и бронированных вооружения и военной техники, других объектов. Дальность стрельбы изначально составляла до 200 км, в 2017 году, за счёт использования новых ракет, была увеличена до 300 км.

## Характеристика
Система «Полонез» включает в себя машину боевого управления В-200МБУ, транспортно-заряжающую машину В-200ТЗМ и ракеты различного назначения в транспортно-пусковых контейнерах.
Сама РСЗО представляет собой пусковую установку В-200БМ для восьми 301-мм китайских ракет A200 и А300, с недавнего времени доступны к применению белорусские ракеты В200 и В300 на шасси МЗКТ-7930.
Установленная в машине боевого управления аппаратура обеспечивает связь с боевыми, транспортно-заряжающими и командными машинами на расстоянии до 10 километров в движении и до 30 на стоянке. Боевой расчёт из четырёх человек может непрерывно работать до 48 часов.
Боевая часть отделяемая, система наведения комбинированная — инерциальная со спутниковой коррекцией (GPS). Круговое вероятное отклонение (КВО) боевой части на максимальной дальности в разных источниках заявляется от 30 до 45 метров Залп из восьми ракет по восьми разным целям может быть произведён за 50 секунд, время подготовки к залпу — 8 минут.

## История

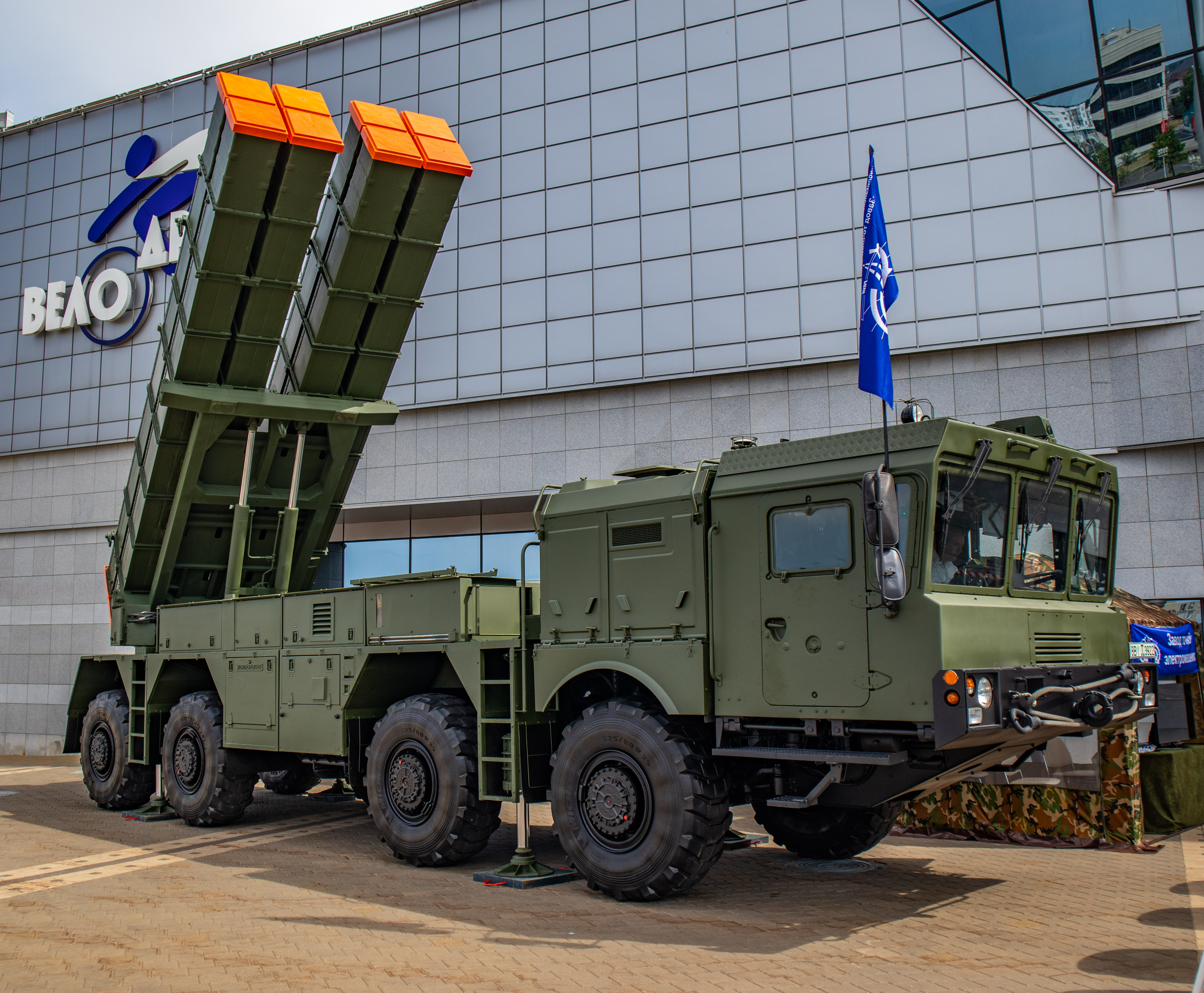
РСЗО «Полонез» на выставке Milex-2021

Система впервые была продемонстрирована на военном параде в Минске 9 мая 2015 года. В параде участвовали две самоходные пусковые установки и две транспортно-заряжающие машины новой РСЗО.
16 июня 2016 года в Гомельской области прошли первые боевые пуски. В ходе испытаний для получения в реальном масштабе времени данных о цели и передачи их на боевые машины использовались беспилотные летательные аппараты. В августе 2016 года первые РСЗО поступили на вооружение 336-й реактивной артиллерийской бригады.
26 октября 2017 года был выполнен первый пуск ракеты усовершенствованного РСЗО «Полонез» на шасси МЗКТ-7930 с увеличенной до 300 километров дальностью действия.
В 2018 году РСЗО заступил на вооружение Сухопутных войск Азербайджана. В мае этого же года Беларусь и Казахстан провели совместное командно-штабное учение ракетных войск и артиллерии, в которых были задействованы несколько систем «Полонез».

## Боевое применение
Согласно неподтверждённому заявлению президента непризнанной Нагорно-Карабахской Республики Араика Арутюняна, во время боевых действий в Карабахе в октябре 2020 года Азербайджан обстрелял Степанакерт реактивными системами залпового огня «Полонез».

## На вооружении
- Беларусь — 6 единиц «Полонез» и 4 «Полонез-М» по состоянию на 2024 год[9][10].
- Азербайджан — 6 единиц по состоянию на 2024 год[10].